# Guerre afghano-sikh
Le guerre afghano-sikh ebbero luogo tra il 1748 e il 1837 e videro varie fasi di scontro tra l'Impero Durrani (poi Emirato dell'Afghanistan) e i Misl della Confederazione sikh (poi Impero Sikh).

## Contesto
La Confederazione sikh raggiunse l'indipendenza a tutti gli effetti dall'Impero Moghul nel 1716 e si espanse a sue spese nei decenni successivi, nonostante il massacro della popolazione sikh nella regione di Lahore nel 1746 (ricordato come il Chhota Ghallughara). Con l'invasione persiana dell'Impero Moghul (1738–1740), la dinastia afsharide inferse un duro colpo ai Moghul, ma dopo la morte di Nadir Shah, nel 1747, l'Impero Durrani (che occupava grosso modo l'odierno Afghanistan e il Pakistan) dichiarò la propria indipendenza dalla Persia. Quattro anni dopo, questo nuovo Stato afghano entrò in conflitto con la Confederazione sikh.

## Elenco delle principali battaglie
| Battaglia/Assedio (anno)        | Belligeranti                         | Avversario               | Esito |
| ------------------------------- | ------------------------------------ | ------------------------ | --- |
| Battaglia di Manupur (1748)     | Impero Moghul, Misl, Regno di Jaipur | Impero Durrani           | Vittoria degli alleati Moghul e dei Sikh - Prima invasione di Ahmad Shah Abdali, respinta dai Moghul e dai Sikh |
| Battaglia di Amritsar (1757)    | Misl di Shaheedan                    | Impero Durrani           | Non decisivo |
| Battaglia di Mahilpur (1757)    | Misl, Adina Beg                      | Impero Durrani           | Vittoria dei Sikh e di Adina Beg - I Sikh occupano e saccheggiano Jalandhar                                     |
| Battaglia di Lahore (1759)      | Misl, Impero Maratha                 | Impero Durrani           | Vittoria dei Sikh e dei Maratha - I Maratha e i Sikh resistono a Lahore contro le armate afghane                |
| Battaglia di Sialkot (1761)     | Misl di Sukerchakia                  | Impero Durrani           | Vittoria del Misl di Sukerchakia                                                                                |
| Battaglia di Gujranwala (1761)  | Misl di Sukerchakia                  | Impero Durrani           | Vittoria del Misl di Sukerchakia                                                                                |
| Battaglia di Lahore (1761)      | Misl                                 | Impero Durrani           | Vittoria dei Sikh                                                                                               |
| Battaglia di Kup (1762)         | Misl                                 | Impero Durrani           | Vittoria dell'Impero Durrani - Migliaia di Sikh, civili compresi, uccisi in battaglia                           |
| Battaglia di Harnaulgarh (1762) | Misl                                 | Impero Durrani           | Vittoria dei Sikh - I Durrani vengono cacciati da Sirhind                                                       |
| Battaglia di Sialkot (1763)     | Misl di Sukerchakia                  | Impero Durrani           | Vittoria del Misl di Sukerchakia                                                                                |
| Battaglia di Sirhind (1764)     | Misl                                 | Impero Durrani           | Vittoria dei Sikh - I Sikh conquistano Sirhind                                                                  |
| Battaglia di Rohtas (1779)      | Impero Durrani                       | Misl di Bhangi           | Vittoria dell'Impero Durrani - I Durrani mettono in sicurezza il forte di Rohtas                                |
| Assedio di Multan (1780)        | Impero Durrani                       | Misl di Bhangi           | Vittoria dell'Impero Durrani - I Durrani mettono in sicurezza Multan                                            |
| Battaglia di Lahore (1797)      | Impero Durrani                       | Misl                     | Vittoria dell'Impero Durrani - I Durrani conquistano Lahore                                                     |
| Battaglia di Amritsar (1797)    | Impero Durrani                       | Misl                     | Vittoria dei Sikh                                                                                               |
| Battaglia di Lahore (1798)      | Impero Durrani                       | Misl                     | Vittoria dell'Impero Durrani                                                                                    |
| Battaglia di Lahore (1799)      | Impero Durrani                       | Misl di Bhangi           | Vittoria dei Sikh                                                                                               |
| Battaglia di Kasur (1807)       | Impero Sikh                          | Impero Durrani           | Vittoria dell'Impero Sikh                                                                                       |
| Battaglia di Attock (1813)      | Impero Sikh                          | Impero Durrani           | Vittoria dell'Impero Sikh - I Sikh conquistano Attock                                                           |
| Assedio di Multan (1818)        | Impero Sikh                          | Impero Durrani           | Vittoria dell'Impero Sikh - I Sikh conquistano Multan                                                           |
| Battaglia di Shopian (1819)     | Impero Sikh                          | Impero Durrani           | Vittoria dell'Impero Sikh - I Sikh conquistano Srinagar e il Kashmir                                            |
| Battaglia di Nowshera (1823)    | Impero Sikh                          | Sardar di Peshawar       | Vittoria dell'Impero Sikh - I Sikh annettono la valle di Peshawar                                               |
| Battaglia di Peshawar (1834)    | Impero Sikh                          | Sardar di Peshawar       | Vittoria dei Sikh - I Sikh conquistano la città di Peshawar                                                     |
| Battaglia di Jamrud (1837)      | Impero Sikh                          | Emirato dell'Afghanistan | Non decisivo/discusso                                                                                           |

## Prima fase (campagne di Ahmad Shah Durrani)
Il 12 gennaio 1748 Ahmad Shah Durrani e occupò Lahore dopo che il governatore moghul della città, Shah Nawaz Khan, era fuggito a Delhi. Stabilito un governatore su Lahore, Ahmad Shah marciò con il suo esercito verso est conquistando altri territori, per essere poi sconfitto nella battaglia di Manupur dai moghul in alleanza con i sikh e fuggire a Kandahar. Le bande sikh guidate da Charat Singh, Jassa Singh Ahluwalia e Ala Singh continuarono ad attaccare le forze afghane, riuscendo a privarle del loro bottino mentre si ritiravano. La prima invasione di Ahmad Shah si rivelò così un fallimento e diede l'opportunità ai sikh di organizzare, nel marzo 1748 ad Amritsar, il Dal Khalsa, l'esercito della Confederazione sikh. I sikh ripresero Lahore, per poi perderla a favore degli afghani il 12 aprile 1752.
Per cercare di estromettere gli afghani dal Punjab, i sikh fecero ricorso alla guerriglia. Nel novembre 1757, nella battaglia di Amritsar (nota anche come battaglia di Gohalwar), i sikh sconfissero l'esercito afghano, che ere guidato da Timur Shah Durrani, figlio di Ahmad Shah, e che si trovava in inferiorità numerica. Dopo aver assistito alla caduta di Lahore, Jahan Khan, comandante in capo degli afghani, e Timur Shah fuggirono dalla città. Mentre cercavano di attraversare i fiumi Chenab e Ravi, migliaia di soldati afghani annegarono e gran parte dei bagagli furono abbandonati. I sikh portarono i prigionieri ad Amritsar per pulire la piscina sacra che era stata profanata dagli afghani. Nel 1758, i sikh sconfissero il faujdar (ufficiale militare) afghano Sa'adat Khan Afridi, che fuggì da Jalandhar, ed ottennero vittorie su tutti i fronti. Anche se i sikh riuscirono a catturare e saccheggiare Lahore, gli afghani la riconquistarono nel 1761. Nel maggio 1761 l'esercito sikh sconfisse l'esercito afghano, guidato dal governatore posto da Ahmad Shah nel Chahar Mahal, e poi le truppe di soccorso inviate da Kandahar. Successivamente i sikh riconquistarono Lahore. Nel settembre 1761, nei pressi di Gujranwala, il governatore posto da Ahmad Shah nella provincia di Lahore fu sconfitto dai sikh. Le vittorie dei sikh proseguirono con la sconfitta e l'estromissione dei restanti comandanti afghani, portando alla fine l'intero territorio dal Sutlej all'Indo sotto il loro controllo. Ahmad Shah perse così la maggior parte del Punjab a favore dei sikh.
Nell'ottobre 1762, Ahmad Shah attaccò Amritsar, ma fu sconfitto dai sikh. Nel novembre 1763, le forze dei sikh costrinsero le armate afghane ad avanzare verso di loro: ne seguì la Battaglia di Sialkot, in cui gli afghani furono sconfitti e costretti ad abbandonare la loro campagna del Punjab. A Gujranwala, Jahan Khan fu pesantemente sconfitto dai sikh, che poi proseguirono nelle loro vittorie saccheggiando le città di Malerkotla e Morinda e sconfiggendo il comandante del forte Rohtas, Sarbaland Khan Saddozai, che fu catturato e imprigionato, ma poi rilasciato dopo aver riconosciuto la sovranità dei sikh. I resoconti delle sconfitte fecero infuriare Ahmad Shah, che scrisse a Nasir Khan I, beilerbei del khanato di Kalat, chiedendogli di unirsi a lui nella jihad contro i sikh. La marcia di Ahmad Shah verso il Punjab, nel 1764, fu per lui un'ennesima rovescio, con la sconfitta e la cacciata delle avanguardie da parte dei sikh fuori Lahore. Nel 1765, Ahmad Shah marciò di nuovo verso il Punjab con qadi Mur Muhammad, ma la sua autorità si limitò all'interno del suo accampamento, poiché fu costretto alla difensiva dai sikh che circondavano all'accampamento. Ahmad Shah fu costretto a tornare a Kabul senza affrontare nemmeno una battaglia. Mur Muhammad notò con disappunto che il paese da Sirhind a Derajat era stato diviso tra i sikh e sotto il loro controllo. La sovranità sikh su Lahore fu ulteriormente ribadita con l'emissione di una moneta che portava la stessa iscrizione che cinquantacinque anni prima era stata usata da Banda Singh Bahadur sul suo sigillo.
Nel 1772 i sikh conquistarono anche Multan. Il periodo dal 1772 al 1780 sarà conosciuto come "periodo di intermezzo sikh".

## Seconda fase (campagne di Timur Shah Durrani)
Timur Shah Durrani salì al trono dell'Impero Durrani dopo la morte del padre, Ahmad Shah Durrani. Timur Shah faticò a consolidare il suo potere. Nel 1775 tentò anche una prima campagna militare, ma, resosi conto della debolezza del suo esercito, dovette ritirarsi a Peshawar. Qui scoppiò la ribellione di Faizullah Khan, che fu giustiziato dopo aver complottato per assassinare Timur Shah. Alla fine del 1779, Timur Shah decise di conquistare Multan. I sikh occupavano le province di Lahore e Multan, che fungevano da cuscinetto per qualsiasi tentativo di invasione da parte di Timur Shah. La presenza sikh in queste province spinse molti capi e nobili afghani a non rispettare la sovranità afghana. Il Sindh ridusse l'ammontare del tributo, anche a causa della guerra civile in corso tra il clan Talpur e la dinastia Kalhoras; Nasir Khan I di Kala, non riconobbe l'autorità del monarca afghano, cosa che indusse altri capi afghani a fare lo stesso, come il signore di Bahawalpur. Timur Shah cercò quindi di riconquistare Multan con la diplomazia: inviò Haji Ali Khan, in qualità di suo rappresentante, dai capi sikh Bhangi per negoziare. Contrariamente a quanto consigliatogli dal sovrano, Haji Ali Khan minacciò i capi Bhangi, pretendendo che si ritirassero da Multan. I Bhangi legarono Haji Ali Khan ad un albero e lo uccisero, mentre i suoi compagni furono rimandati a riferire a Timur Shah quanto accaduto. Alla notizia della morte del suo rappresentante, Timur Shah organizzò un esercito di 18000 uomini, che comprendeva Yusufzai, Durrani, Moghul e Kizilbash. L'esercito, al comando di Zangi Khan, aveva l'ordine di marciare per le vie meno conosciute e di attaccare di sorpresa i sikh. Zangi Khan si fermò a 25 km dagli accampamenti sikh e dispose che fosse catturato chiunque andasse in direzione dell'accampamento sikh, per evitare di essere scoperto. Timur Shah si posizionò al centro dello schieramento, alla testa di 5000 uomini Yusufzai. Poco prima dello spuntar del giorno, i sikh, ignari della presenza dell'esercito afghano, furono attaccati e, sebbene non organizzati, opposero una feroce resistenza; alla fine furono sopraffatti. Circa 3000 sikh furono uccisi, circa 500 annegarono nel fiume Jhelum nel tentativo di attraversarlo durante la ritirata, mentre circa 2000 riuscirono a fuggire raggiungendo la riva opposta del fiume. Timur Shah catturò Multan dopo essersi scontrato con le truppe di rinforzo sikh a Shujabad, dove fu combattuta una dura battaglia l'8 febbraio 1780. I sikh persero 2000 uomini tra morti e feriti e fuggirono verso Lahore. Timur Shah inviò un grande esercito al loro inseguimento e riuscì ad affrontarli a Hujra Muqim Khan, 64 km a sud-ovest di Lahore. Vinto lo scontro, Timur Shah si precipitò da Shujabad a Multan, ordinò un massacro generale nella città e assediò il forte in cui si era asserragliato l'esercito sikh. A seguito di negoziati, il 18 febbraio 1780 Timur Shah prese il controllo del forte e nominò Muzaffar Khan subahdar di Multan e Abdul Karim Khan Babar, un generale disertore dell'esercito Sikh, naib di Muzaffar Khan. Multan sarebbe rimasta sotto il dominio afghano fino al 1818, quando fu ripresa dai sikh dopo il suo assedio.
Questa fase si concluse con la morte di Timur Shah, avvenuta il 20 maggio 1793.

## Terza fase (campagne di Zaman Shah Durrani)

### Prima campagna nel Punjab
Alla morte di Timur Shah Durrani, salì al trono dell'Impero Durrani suo figlio Zaman Shah Durrani, che condusse diverse campagne contro i sikh nel Punjab, la prima delle quali ebbe inizio nel novembre 1796. Questa campagna permise a Zaman Shah di prendere Lahore nel gennaio 1797. I sikh non opposero resistenza e si ritirarono ad Amritsar per proteggere la città santa. Zaman Shah avanzò verso Amritsar, ma il 13 gennaio 1797 fu sconfitto dai sikh a 10 km dalla città. Essendo giunte notizie di una possibile invasione persiana dell'Afghanistan, Zaman Shah si vide costretto ad abbandonare la sua campagna nel Punjab e a tornare in patria per affrontare le forze nemiche, alla cui testa si trovava il suo stesso fratello, Mahmud Shah Durrani. I sikh riconquistarono Lahore alla sua partenza e sconfissero le truppe afghane al comando di Ahmad Khan Shahanchi-bashi, che fu ucciso dai sikh.

### Seconda campagna nel Punjab
Dopo essersi occupato di Mahmud Shah, Zaman Shah tornò nel Punjab e riprese la sua campagna. Nell'autunno del 1798 occupò Lahore, senza trovare opposizione, poiché la strategia di Ranjit Singh era quella di far entrare gli afghani a Lahore per poi assediare la città. Zaman Shah intendeva marciare su Delhi, ma i sikh fecero terra bruciata per circa 150 km intorno al suo accampamento, così da impedirgli i rifornimenti. Di fronte a un nemico determinato, che poteva anche tagliare le comunicazioni con Kabul, il 4 gennaio 1799 Zaman Shah tornò in Afghanistan con le sue truppe. Il Misl di Bhangi riconquistò Lahore e Zaman Shah nominò il diciannovenne Ranjit Singh governatore della città, nel tentativo di dividere i sikh. Mentre Zaman Shah si dirigeva verso a Peshawar, i sikh si spinsero fino al fiume Jhelum. Durante l'attraversamento del fiume, Zaman Shah perse la maggior parte degli uomini, dei rifornimenti e dell'artiglieria pesante. Alla fine del 1799 Zaman Shah e i resti del suo esercito raggiunsero Kandahar.

### Terza campagna nel Punjab
Zaman Shah intraprese la sua terza campagna nel Punjab nella primavera del 1800, con l'intento di affrontare Ranjit Singh, che si era ribellato. Tuttavia, a causa delle guerre civili in Afghanistan, fu costretto a interrompere la campagna e ad affrontare nuovamente suo fratello, Mahmud Shah. Zaman Shah sarà infine deposto da Mahmud Shah.

## Quarta fase (campagne del Ranjit Singh)

### Battaglia di Attock
Dopo aver accusato Ranjit Singh di tradimento e chiesto la restituzione del forte di Attock, il primo ministro afghano wazir Fateh Khan partì dal Kashmir alla testa di 15000 cavalieri e, nell'aprile 1813, pose l'assedio al forte di Attock. Ranjit Singh chiamò in suo aiuto il dewan Mokham Chand e Karam Chand Chahal, che arrivarono da Burhan con una forza di cavalleria, dell'artiglieria e un battaglione di fanteria. Il Mokham Chand si accampò a 13 km dall'accampamento afghano, evitando lo scontro decisivo, anche se entrambe le parti si impegnarono in numerose schermaglie e subirono perdite. Per tre mesi i due eserciti si fronteggiarono, senza che nessuno dei due si muovesse. Quando il calore dell'estate cominciò a mettere in difficoltà gli eserciti, Mokham Chand mosse il suo esercito per impedire agli afghani di rifornirsi d'acqua nel fiume Indo. Gli afghani, assetati, lanciarono numerosi attacchi, ma non riuscirono a sfondare.
Il 12 luglio 1813 le scorte degli afghani erano esaurite e Mokham Chand marciò per 8 km da Attock a Haidaru, sulle rive del fiume Indo, per offrire battaglia. Il 13 luglio 1813 Mokham Chand divise la cavalleria in quattro divisioni, dando il comando di una divisione a Hari Singh Nalwa e assumendo lui stesso il comando di un'altra. L'unico battaglione di fanteria formò un quadrato a protezione dell'artiglieria, comandata da Gouse Khan. Gli afghani presero posizione di fronte ai sikh, con una parte della loro cavalleria al comando di Dost Mohammed Khan. Fateh Khan aprì la battaglia lanciando una carica di cavalleria che fu respinta dal pesante fuoco dell'artiglieria sikh. Gli afghani si radunarono sotto Dost Mohammad Khan, che guidò i ghazi in un'altra carica di cavalleria che gettò nello scompiglio un'ala dell'esercito sikh e catturò parte delle loro artiglierie. Quando sembrò che i sikh avessero perso la battaglia, Mokham Chand guidò una carica di cavalleria che respinse e sbaragliò gli afghani, che persero circa duemila uomini. Fateh Khan, temendo che il fratello Dost Mohammed Khan fosse morto, fuggì a Kabul e i sikh catturarono l'accampamento afghano, recuperando i pezzi d'artiglieria che erano stati catturati.
Amritsar, Lahore e altre grandi città dell'Impero Sikh furono illuminate per due mesi in segno di giubilo per la vittoria.

### Campagna nel Kashmir
Dopo la sconfitta ad Attock, Fateh Khan respinse il tentativo di Fath Ali Shah, sovrano di Persia, e di suo figlio Mohammad Ali Mirza Dowlatshah di catturare la provincia di Herat, appartenente all'Impero Durrani, ma lasciò in tal modo aperta all'attacco la provincia del Kashmir, appena conquistata. Ne approfittò Ranjit Singh che, due mesi dopo la vittoria ad Attock, decise di sfruttare l'instabilità dell'Impero Durrani e di lanciare una campagna in Kashmir.
L'inizio tardivo dell'autunno fece rinviare la campagna alla primavera successiva. A giugno, un esercito di 30000 uomini al comando di Ram Dyal, nipote del dewan Mokham Chand, marciò verso Baramulla, mentre 20000 uomini guidati da Ranjit Singh si diressero verso Poonch. La forza di Ranjit subì ritardi a causa delle piogge torrenziali, mentre l'esercito di Ram Dyal prese la fortezza di Baramulla il 20 luglio 1814. Quando l'esercito di Dyal raggiunse Shupaiyan, il governatore del Kashmir, Azim Khan, riuscì a bloccare la sua avanzata. Adottando una tattica dilatoria, Dyal attese un rinforzo di 5000 uomini inviati da Ranjit Singh, che però furono costretti a fermarsi dai cecchini afghani. Le truppe di Ranjit Singh fecero pochi progressi a causa della tattica della terra bruciata adottata dalla popolazione in fuga, del venir meno dei rifornimenti e di un'epidemia di colera. Nel frattempo, Ram Dyal, che si era trincerato nei pressi di Srinagar, ricevette da Azim Khan una proposta di pace, che gli permise di uscire da una situazione difficile. La campagna di Ranjit Singh si concluse con un fallimento.

### Assedio di Multan
All'inizio del gennaio 1818 le forze sikh iniziarono una campagna che portò alla cattura dei forti tenuti dal nawab Muzzafar Khan, Muzaffargarh e Khangarh. A febbraio, le forze sikh al comando di Kharak Singh raggiunsero Multan e ordinarono a Muzaffar Khan di pagare un ingente tributo e di consegnare il forte, ma Muzaffar rifiutò. Le forze sikh vinsero uno scontro nei pressi alla città, ma non riuscirono a catturare Muzaffar Khan prima che si ritirasse nel forte. L'esercito sikh chiese più artiglieria e Ranjit Singh inviò loro la Zamzama (un cannone di grosso calibro) e altri grandi pezzi d'artiglieria. All'inizio di giugno, Sadhu Singh e una piccola banda di altri Nihang attaccarono le mura del forte e riuscirono a trovare una breccia nelle mura. L'esercito sikh fu allertato ed entrò nel forte attraverso la breccia. Muzaffar Khan e i suoi figli tentarono una sortita per difendere il forte, ma furono uccisi in battaglia.
L'assedio di Multan pose fine all'influenza afghana nella regione di Peshawar, che, dopo numerosi tentativi, fu infine conquistata dai sikh.

### Battaglia di Shopian
La battaglia si svolse il 3 luglio 1819 nel distretto di Shopian nella regione del Kashmir. Questa fu l'ultima grande battaglia della spedizione in Kashmir del 1819, che portò all'annessione della regione all'Impero Sikh.
Quando, dopo la battaglia, l'esercito sikh vittorioso entrò a Srinagar, il principe Kharak Singh garantì la sicurezza personale di ogni cittadino e assicurò che la città non sarebbe statae saccheggiata. La conquista pacifica di Srinagar fu importante perché la città era il centro del commercio tra la Punjab, Tibet, Iskardo e il Ladakh.
Dopo aver conquistato Srinagar, l'esercito sikh non incontrò grandi opposizioni nella conquista del Kashmir. Tuttavia, quando Ranjit Singh insediò Moti Ram, figlio del dewan Mokham Chand, come nuovo governatore del Kashmir, inviò con lui anche numerose truppe per assicurare il pagamento dei tributi da parte delle roccaforti all'interno del Kashmir, che avrebbero potuto tentare di resistere al dominio sikh. La conquista del Kashmir fissò i confini dell'Impero Sikh con il Tibet e aumentò significativamente la superficie e le entrate dell'impero.

### Battaglia di Nowshera
Durante la sanguinosa battaglia di Nowshera, avvenuta il 14 marzo 1823, Ranjit Singh sconfisse gli afghani Yusufzai, che erano sostenuti dai sardar di Peshawar. A seguito della sconfitta, Azim Khan, che nel frattempo era diventato governatore afghano di Peshawar, morì di dolore dopo un mese e mezzo, all'inizio di maggio.

## Quinta fase
La battaglia di Jamrud fu combattuta il 30 aprile 1837 tra l'emirato dell'Afghanistan e l'impero Sikh. Si trattò dell'ultimo, fallito, sforzo compiuto dall'emiro Dost Mohammed Khan per riconquistare la capitale afghana invernale di Peshawar. Il risultato della battaglia è controverso.